# Geoffroi I
Geoffroi I Berenguer o Jofré I de Bretanya (mort el 1008), fou comte de Rennes i duc de Bretanya del de 992 al 1008. Era fill de Conan I de Bretanya, comte de Rennes i duc de Bretanya, i d'Ermengarda, filla de Jofré I d'Anjou.

## Família
Geoffroi I era fill de Conan I. Es va casar vers 996 amb Havoisa de Normandia, filla de Ricard I de Normandia. D'aquesta unió van néixer:
1. Alan III (nascut el 997), duc de Bretanya a la mort del seu pare el novembre de 1008.
2. Eudó o Eó (nascut el 999), comte de Penthièvre i regent de Bretanya en nom del seu nebot menor Conan II
3. Adela (morta el 1067), primera abadessa de Saint-Georges de Rennes el 1032.

## Biografia
Geoffroi I fou l'hereu del ducat de Bretanya i del comtat de Rennes a la mort del seu pare Conan I el 992. El 994 va derrotar el jove comte Judicael de Nantes, i el va obligar a anar a Rennes a retre-li homenatge. Va ser llavors quan va agafar el títol de duc de Bretanya (995). Per assegurar el seu poder feudal sobre el comtat de Nantes, després de les morts del bisbe Arveu o Hervé el 1004 i del comte Judicael el mateix any, va posar com a bisbe de Nantes a un cavaller de Rennes, Gautier II (1004-1041) que va controlar al nou comte Budic de Nantes, el jove fill de Judicael.
Jofré era un home molt pietós que volia restaurar els monestirs més malmesos, i va demanar a Gauzlin de Fleury, abat de l'abadia de Saint-Benoît-sur-Loire i més tard arquebisbe de Bourges, que li enviés un religiós apte per complir aquesta tasca; l'abat va confiar la missió a un monjo de nom Fèlix que va arribar a Bretanya el 1008. Mentre el duc va fer un pelegrinatge a Roma i a la basílica del Sant Sepulcre, va encomanar Fèlix a la protecció de la seva esposa i dels seus dos fills mascles.
Jofré I o Geoffroi I va morir el 20 de novembre de 1008 a la tornada del seu pelegrinatge a Roma.